# مایپرو
مایپرو (انگلیسی: MIPRO) شرکت الکترونیک تایوانی است، که در سال ۱۹۹۵ تأسیس شد.